# Gabriela Dauerer

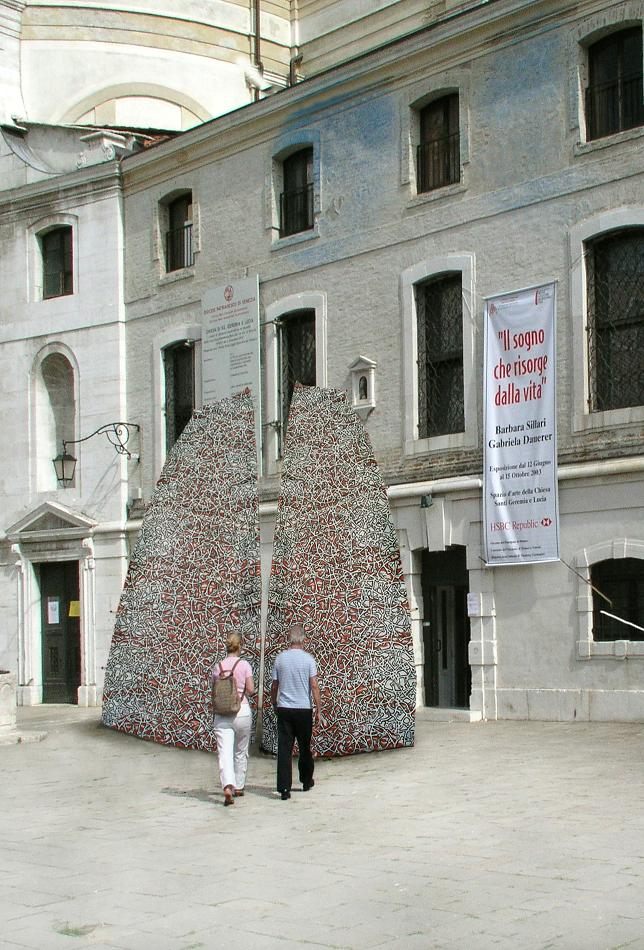
Biennale di Venezia 2003

Gabriela Dauerer (Norimberga, 12 luglio 1958 – Norimberga, 22 gennaio 2023) è stata una pittrice tedesca.

## Biografia
Studiò all'Accademia di Belle Arti di Norimberga (1979-1986) e a Villa Arson a Nizza (1984-1986). Vinse il Premio di Villa Romana nel 1988 a Firenze.
Nel 1992 ricevette una borsa di studio a New York da parte del MInistero dell'istruzione e della cultura in baviera.
Nel 2003 partecipò alla Biennale di Venezia con Barbara Sillari per Monaco, Comitato Nazionale Monegasco dell'a.i.a.p UNESCO.

## Mostre
- Salone della Villa Romana, Firenze, 1988
- Museo delle Corrozze, Modena, 1988
- Art Dècovertes Grand Palais, Paris, 1992
- Museo d`Arte Moderna e contemporanea dell`Alto Mantovano, 1996
- Museum Abteiberg Mönchengladbach, 2002
- Biennale di Venezia, 2003[3]
- Musée des beaux-arts de Nice, 2010